# Julius Curtius

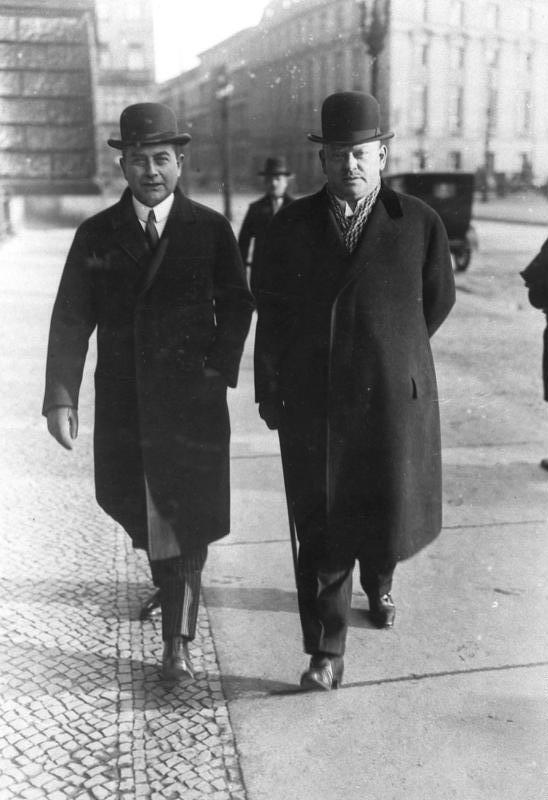
Julius Curtius (till vänster) tillsammans med Gustav Stresemann (till höger) 1929.

Julius Curtius, född 7 februari 1877, död 10 november 1948, var en tysk politiker.
Curtius utbildade sig till jurist. Efter studier i Kiel, Strassburg och Bonn deltog han som kapten i första världskriget. Han blev 1920 medlem av riksdagen som representant för tyska folkpartiet. I Hans Luthers andra regering blev han från 20 januari 1926 ekonomiminister och kvarstod som sådan även i Wilhelm Marx 3:e och 4:e regeringar samt i Hermann Müllers andra regering. Vid Gustav Stresemanns död 1929 blev Curtius i oktober dennes efterträdare som utrikesminister. Curtius var vid krisen i Wilhelm Marx regering december 1926 - januari 1927 avsedd att bli rikskansler, men lyckades inte få tillräckligt stort stöd för sin politik. Curtius var även verksam som politisk journalist.